# Nick Stone
Nick Stone (* 31. Oktober 1966 in Cambridge) ist ein britischer Schriftsteller.

## Leben
Nick Stone wurde 1966 als Sohn des schottischen Historikers Norman Stone und der aus der vornehmen haitianischen Familie Aubry hervorgehenden Mutter in Cambridge geboren. Nach seiner Geburt in Großbritannien verbrachte Nick Stone die ersten vier Jahre seines Lebens auf der Karibikinsel Haiti. 1971 kehrte er nach England zurück.
Als Jugendlicher boxte Stone in der „National Amateur League“. In seiner beruflichen Laufbahn folgte er zuerst seinem Vater und studierte Geschichte, war jedoch später als Headhunter in verschiedenen Firmen tätig. Stone verfasste mehrere Thriller um die Figur des Ex-Polizisten und jetzigen Privatdetektivs Max Mingus.
Er ist verwandt mit dem deutsch-haitianischen Rap-Poeten Frederik Torch Hahn.

## Auszeichnungen
- 2006 Ian Fleming Steel Dagger für Mr. Clarinet (dt. Voodoo. Goldmann, München 2007)
- 2007 International Thriller Award – Best First Novel dto.
- 2007 Macavity Award – Best First Novel dto.

## Veröffentlichungen
- Voodoo eyes, deutsch von Heike Steffen: Todesritual. Goldmann, München 2012, ISBN 978-3-442-47716-6
- King of Swords (dt. Der Totenmeister, 2009)
- Mr. Clarinet (dt. Voodoo. Goldmann, München 2007)